# Beamish and Crawford
Beamish and Crawford ist eine irische Brauerei.
Sie wurde 1792 in Cork von William Beamish and William Crawford gegründet. Seit 2008 befindet sie sich im Besitz der Heineken-Gruppe.

## Geschichte
Die beiden Gründer Beamish und Crawford kauften 1792 eine bereits bestehende Brauerei auf, die im Laufe der folgenden Jahre erheblich erweitert wurde. Der Standort in der Corker South Main Street beheimatete bereits seit mindestens 1650 (einigen Quellen zufolge möglicherweise bereits seit etwa 1500) eine Brauerei. Damit war der Beamish & Crawford-Stammsitz zum Zeitpunkt der Schließung im März 2009 der älteste Brauereistandort Irlands an dem noch produziert wurde.
Beamish & Crawford wechselte im Laufe der Jahre mehrfach den Besitzer – 1962 wurde die Brauerei von dem kanadischen Unternehmen Carling-O'Keefe Ltd übernommen und 1995 an Scottish and Newcastle verkauft. 2008 wurde Scottish and Newcastle seinerseits durch die niederländische Heineken-Gruppe und die dänische Carlsberg-Brauerei übernommen. Das britische und irische Geschäft von Scottish and Newcastle wird nach der Übernahme durch Heineken betrieben. Die irische Wettbewerbsbehörde gab im Oktober 2008 grünes Licht für die Eingliederung von Beamish & Crawford in die Heineken-Gruppe. Im Dezember desselben Jahres gab Heineken bekannt, dass man den Stammsitz der Beamish and Crawford-Brauerei im März 2009 schließen und die Produktion der dort produzierten Biere stattdessen in der Corker Lady's Well Brauerei, in der bereits unter anderem Murphy’s und Heineken hergestellt werden, fortsetzen werde.
Die Schließung bedeutete das Ende für den ältesten noch aktiven Brauereistandort Irlands und führte zum Verlust von 120 Arbeitsplätzen. Nach Heineken-Angaben wurden etwa 40 ehemalige Beamish & Crawford-Mitarbeiter übernommen.
Auch nach der Übernahme durch Heineken ist Beamish & Crawford die einzige Brauerei, die im irischen Markt offensiv mit niedrigeren Preisen als die Konkurrenz wirbt. Der Preis pro gezapftem Pint Beamish Stout oder Foster's Lager lag im April 2009 zum Teil um mehr als einen Euro unter den Preisen für andere Bier- und Stoutsorten.

## Produkte
Das Hauptprodukt von Beamish & Crawford-Produkt ist das Beamish Stout. Es schmeckt etwas stärker als die beiden anderen bekannten irischen Stouts Guinness und Murphy’s. Letzteres stammt ebenfalls aus Cork. Es gibt auch die weniger weit verbreitete Variante Beamish Red – ein süßliches Ale, das den Marken Murphy's Irish Red und Kilkenny nachempfunden ist.
Zusätzlich zu den eigenen Produkten werden etliche internationale Biermarken gebraut und vertrieben. Hierzu gehören unter anderem Foster's, Miller und Kronenbourg 1664.